# Пуншкрапфен
Пуншкрапфен (нем. Punschkrapfen от нем. Punsch — пунш и нем. Krapfen — пончик) — классический австрийский десерт, похожий на французский птифур.

## Рецепт
Пуншкрапфен изготавливают чаще всего в виде куба (иногда цилиндра) размером 4×4×4 см из бисквитного теста с прослойкой смеси из абрикосового варенья или джема, шоколада и рома или пунша и покрывают характерной розовой глазурью, также ароматизированной ромом или пуншем. Иногда пуншкрапфен готовят из чёрствого бисквита, маскируя факт зачерствения вкусом рома.
Согласно оригинальному рецепту, в состав пуншкрапфена всегда входит алкоголь, но многие кондитерские и фабрики предлагают безалкогольный вариант этого десерта.

## В культуре
На венском диалекте Punschkrapfen — язвительное прозвище социал-демократов «с коричневыми внутренностями», то есть с национал-социалистическими идеями.
С этим функционированием слова «пуншкрапфен» коррелирует цитата австрийского писателя Томаса Бернхарнда:

Менталитет австрийцев, как пуншкрапфен: снаружи красный, внутри коричневый и всегда немного пьяный.
Оригинальный текст (нем.)Die Mentalität der Österreicher ist wie ein Punschkrapfen: Außen rot, innen braun und immer ein bisschen betrunken.

Красный цвет ассоциируется с левым крылом, а коричневый — с национал-социализмом.